# Simon Dach
Simon Dach, poète prussien, né le 29 juillet 1605 à Memel en Prusse et mort le 15 avril 1659 à Königsberg, est un poète baroque allemand.

## Biographie
Fils d'un interprète juridique dans la langue lituanienne, il a fréquenté l'école publique de Memel (Klaipėda), puis l'école cathédrale de Königsberg et l'école latine de Wittemberg en Saxe. Pendant sa période au lycée de Magdebourg, la peste se répand dans le sillage de la guerre de Trente Ans, il s'enfuit vers Dantzig et retourna à Königsberg. En 1626, à 21 ans, il s'inscrit aux facultés de philosophie et de théologie à l'université de Königsberg.
Après ses études, en 1633, il devint maître au lycée de Kneiphof et est nommé vice-recteur trois ans plus tard. En 1639, son souverain, l'électeur Georges-Guillaume Ier de Brandebourg le déclare professeur de poésie à l'université de Königsberg. Il obtient son doctorat en 1640 et accepte de devenir recteur de l'université en 1656. Deux ans plus tard, il reçut son propre domaine rural des mains du Grand Électeur Frédéric-Guillaume Ier. Dans la maison de Heinrich Albert, l'organiste de la cathédrale de Königsberg, il se réunit régulièrement avec Johann Franck et de nombreux autres artistes et poètes.

## Œuvre

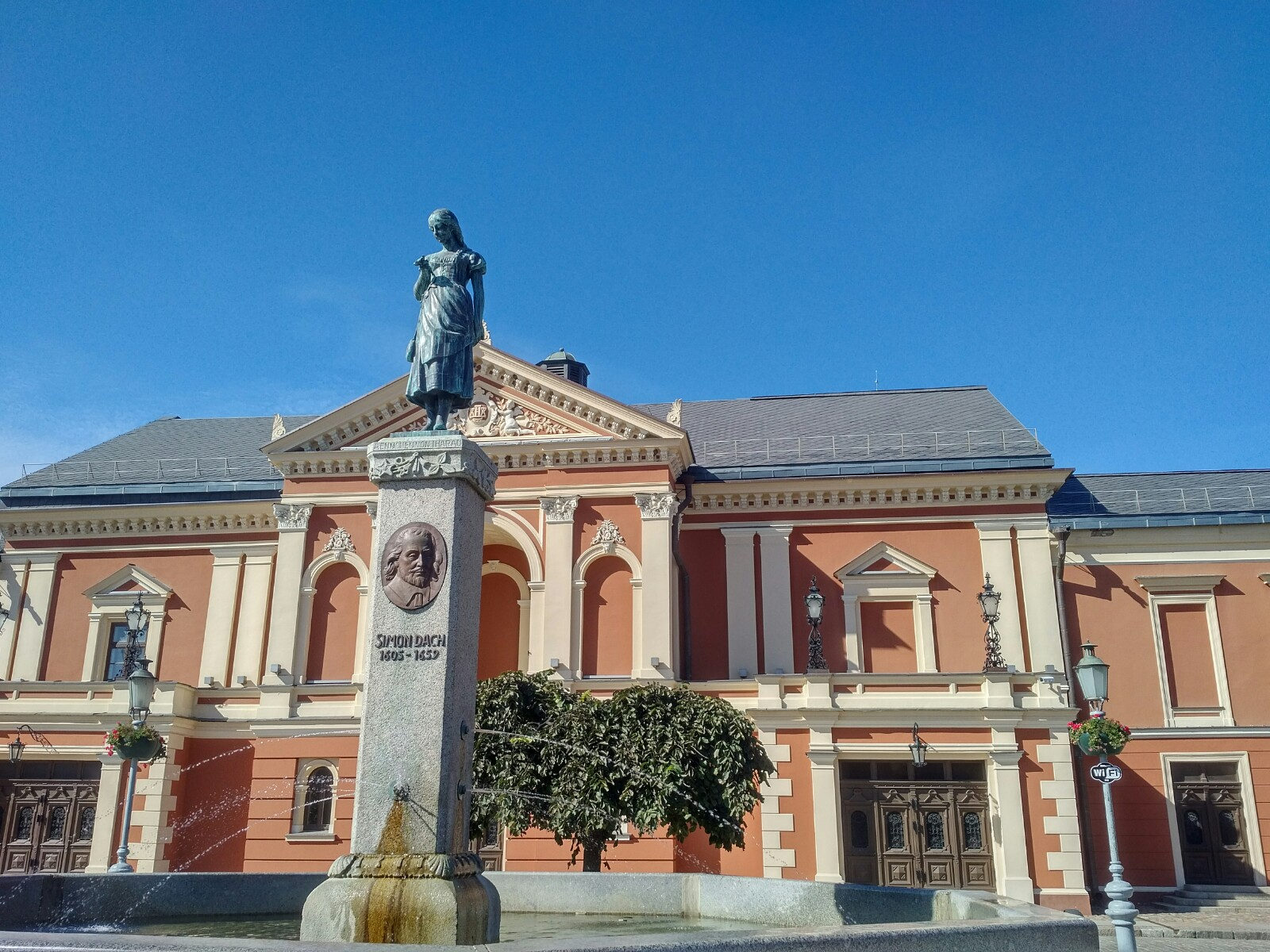
Fontaine Simon Dach à Klaipėda.

Simon Dach a publié une quantité d'œuvres lyriques convenables à toute occasion qui lui permettent d'obtenir un revenu substantiel. On conserve de lui à Breslau, 6 volumes manuscrits d'œuvres poétiques. Son plus célèbre poème, Ännchen von Tharau, est mis en musique par Heinrich Albert.
Il compose des Chants d'église, encore en usage dans les églises luthériennes au XIXe siècle, et des odes (la Rose, l'Aigle, le Lion), dont 1er recueil parut à Kœnigsberg en 1696.